# Список русских названий жужелиц
Семейство Жужелицы (лат. Carabidae):
1. Быстряки (Agonum Bonet)
  1. Быстряк быстрый (Agonum assimile Paykull)
  2. Быстряк желтокрылый (Agonum dorsale Pont)
  3. Быстряк окаймленный (Agonum marginatum Linnaeus)
  4. Быстряк бронзовый (Agonum muelleri Herbst)
  5. Быстряк мрачный (Agonum obscurum Herbst)
  6. Быстряк шеститочечный (Agonum sexpunctatum Linnaeus)
2. Тускляки (Amara Bonet)
  1. Тускляк бронзовый (Amara aenea De_Geer)
  2. Тускляк солнцелюбивый (Amara apricaria Paykull)
  3. Тускляк большой (Amara aulica Panzer)
  4. Тускляк полевой (Amara consularis Duftschmied)
  5. Тускляк обыкновенный (Amara fatniliaris Duftschmied)
  6. Тускляк жёлтый (Amara fulva De_Geer)
  7. Тускляк крестоцветный (Amara ovata Fabricius), жужелица крестоцветная
  8. Тускляк простой (Amara plebeja Gyllenhal)
  9. Жужелица семенная (Amara similata Gyllenhal)
3. Жужелицы антии (Anthia Weber), антии
  1. Жужелица гигантская (Anthia mannerheimi Chaudoir)
4. Бегунчики (Bembidion Latreille)
  1. Бегунчик четырехпятнистый (Bembidion quadrimaculatum Linnaeus)
  2. Бегунчик одноцветный (Bembidion unicolor Chaudoir)
5. Бомбардиры (Brachinus Weber)
  1. Бомбардир яванский (Brachinus aeneicostis Dejean)
  2. Бомбардир трескучий (Brachinus crepitans Linnaeus)
  3. Бомбардир малый (Brachinus explodens Duftschmied)
6. Головачи (Broscus Panzer)
  1. Головастая жужелица (Broscus cephalotes Linnaeus)
7. Моховики (Calathus Bonet)
  1. Моховик чёрноголовый (Calathus melanocephalus Linnaeus)
8. Callisthenes Fischer-Waldheim
  1. Красотел окаймлённый (Callisthenes marginatus Gebler)
  2. Красотел сетчатый (Calosoma reticulatum Fabricius)<-Callisthenes
  3. Красотел Семёнова (Callisthenes semenovi Motschulski)
9. Красотелы (Calosoma Weber)
  1. Красотел золотистый (Calosoma auropunctatum Herbst)
  2. Красотел бронзовый (Calosoma inquisitor Linnaeus) [малый]
  3. Красотел Максимовича (Calosoma maximowiczi Morawitz)
  4. Красотел пахучий (Calosoma sycophanta Linnaeus)
10. Жужелицы (Carabus Thompson)
  1. Полевая жужелица (Carabus arcensis Herbst)= Carabus arvensis
  2. Жужелица золотистая (Carabus auratus Linnaeus)
  3. Жужелица Авинова (Carabus avinovi Motschulski)
  4. Жужелица решётчатая (Carabus cancellatus Illiger)
  5. Жужелица кавказская (Carabus caucasicus Adams)
  6. Жужелица золотоямчатая (Carabus clathratus Linnaeus), Жужелица золотистоямчатая
  7. Жужелица узкогрудая (Carabus constricticollis Kraatz)
  8. Жужелица выпуклая (Carabus convexus Fabricius)
  9. Жужелица шагреневая (Carabus coriaceus Linnaeus) [чёрная]
  10. Жужелица альпийская (Carabus fabricii Panzer)
  11. Жужелица фратеркулус (Carabus fraterculus Reitter)
  12. Жужелица Геблера (Carabus gebleri Fischer-Waldheim)
  13. Жужелица гладкая (Carabus glabratus Paykull)
  14. Жужелица зернистая (Carabus granulatus Linnaeus)
  15. Жужелица садовая (Carabus hortensis Linnaeus)
  16. Венгерская жужелица (Carabus hungaricus Fabricius)
  17. Плутающая жужелица (Carabus intricatus Linnaeus)
  18. Жужелица Янковского (Carabus jankowskii Oberthiir)
  19. Жужелица Лопатина (Carabus lopatini Motschulski)
  20. Жужелица окаймлённая (Carabus marginalis Fabricius)
  21. Жужелица лесная (Carabus nemoralis Mittler)
  22. Жужелица блестящая (Carabus nitens Linnaeus)
  23. Жужелица изумрудная (Carabus smangdinus Fischer-Waldheim)
  24. Жужелица горно-лесная (Carabus sylvestris Fischer-Waldheim)
  25. Жужелица морщинистокрылая (Carabus rugipennis Motschulski)
  26. Жужелица Шренка (Carabus schrenkii Motschulski)
  27. Жужелица крымская (Carabus tauricus Bonelli)
  28. Жужелица фиолетовая (Carabus violaceus Linnaeus)
11. Chilotomus Chaudoir
  1. Жужелица Чичерина (Chilotomus tschitscherini Semenov)
12. Слизнееды (Chlaenius Bonet)
  1. Жужелица черноусая (Chlaenius nigricornis Fabricius)
  2. Жужелица зелёная (Chlaenius nitidulus Schrank), слизнеед зеленый
  3. Слизнеед одетый (Chlaenius vestitus Paykull) [каемчатый]
13. Скакуны (Cicindela Linnaeus)
  1. Скакун полевой (Cicindela campestris Linnaeus)
  2. Скакун германский (Cylindera germanica Linnaeus)<-Cicindela
  3. Скакун-межняк (Cicindela hybrida Linnaeus)
  4. Скакун приморский (Cicindela maritima Latreille)
  5. Скакун лесной (Cicindela sylvatica Linnaeus)
14. Кантокрылы (Cymindis Latreille)
  1. Кантокрыл красношеий (Cymindis axillaris Fabricius)
15. Руконожки (Dyschirius Bonet)
  1. Руконожка шаровидная (Dyschirius globosus Herbst)
16. Тинники (Elaphrus Fabricius)
  1. Тинник медный (Elaphrus cupreus Duftschmied)
  2. Тинник береговой (Elaphrus riparius Linnaeus) [речной]
17. Жужелицы зерноядные (Harpalus Latreille)
  1. Бегун золотистый (Harpalus affinis Schrank) [= H. aeneus Fabricius]
  2. Бегун обыкновенный (Harpalus distinguendus Duftschmied)
  3. Бегун сероусый (Harpalus griseus Panzer)
  4. Бегун широкий (Harpalus latus Linnaeus)
  5. Бегун чёрновато-зелёный (Harpalus obscurus Fabricius)
  6. Платизма смоляно-чёрная (Harpalus picipennis Duftschmied)
  7. Жужелица рыжая (Harpalus tardus Panzer)
18. Лебии (Lebia Latreille)
  1. Лебия зеленоголовая (Lebia chlorocephala Hoffman)
  2. Лебия синеголовая (Lebia cyanocephala Linnaeus)
19. Megacephala Latreille
  1. Скакун евфратский (Megacephala euphratica Dejean)
20. Жужелицы-небрии (Nebria Latreille), Плотники
  1. Плотник острогрудый (Nebria brevicollis Fabricius)
  2. Небрия фиолетовая (Nebria livida Linnaeus)
21. Большеглазы (Notiophilus Dumortier)
  1. Большеглаз болотный (Notiophilus paiustris Duftschmied)
22. Жужелицы-бегуны (Ophonus Stephens)
  1. Жужелица просяная (Ophonus calcearus Duftschmied)
  2. Бегун рябой (Ophonus puncticollis Paykull)
  3. Жужелица волосистая (Ophonus rufipes De_Geer)
23. Шееголовы (Panagaeus Latreille)
  1. Шееголов малый (Panagaeus bipustulatus Fabricius)
  2. Шееголов большой (Panagaeus cruxmajor Linnaeus), крестоносец большой
24. Жужелицы-бородачи (Pogonus Nicolet)
  1. Жужелица-бородач блестящая (Pogonus iridipennis Nicolet)
  2. Жужелица бурокрылая (Pogonus luridipennis Germar)
25. Птеростихи (Pterostichus Bonet), Платизмы
  1. Платизма угольно-чёрная (Pterostichus anthracinus Illiger)
  2. Платизма медная (Pterostichus cupreus Linnaeus)
  3. Платизма драгоценная (Pterostichus diligens Sturm)
  4. Платизма красивая (Pterostichus lepidus Leske)
  5. Платизма обыкновенная (Pterostichus melanarius Illiger)
  6. Платизма чёрная (Pterostichus niger Schaller)
  7. Платизма темноцветная (Pterostichus nigrita Fabricius)
  8. Птеростих ямчатоточечный (Pterostichus oblongopunctatus Fabricius)
  9. Платизма весенняя (Pterostichus vernalis Panzer)
26. Скариты (Scarites Fabricius)
  1. Скарит песчаный (Scarites bucida Pallas)
  2. Скарит земляной (Scarites terricola Bouwer)
27. Zabrus Clairve
  1. Жужелица хлебная (Zabrus tenebrioides Goeze), пеун горбатый